# Darren Shan
Darren Shan, pseudonimo di Darren O'Shaughnessy (Londra, 2 luglio 1972), è uno scrittore irlandese specializzato in letteratura horror per ragazzi.

## Opere
La sua prima opera di successo è stata la Saga di Darren Shan, una serie di dodici libri, pubblicati tra il 2000 e il 2008, il cui protagonista è un ragazzo che diventa assistente di un vampiro.
I primi tre libri della Saga di Darren Shan sono stati portati sul grande schermo nel film fantastico del 2009 Aiuto vampiro diretto da Paul Weitz.

### Saga di Darren Shan (The Saga of Darren Shan)
1. Il circo degli orrori (Cirque Du Freak)
2. L'assistente del vampiro (The Vampire's Assistant)
3. Tunnel di sangue (Tunnels of Blood)
4. Il picco dei vampiri (Vampire Mountain)
5. Cinque prove mortali (Trials of Death)
6. Il principe dei vampiri (The Vampire Prince)
7. I cacciatori dell'ombra (Hunters of the Dusk)
8. La setta delle tenebre (Allies of the Night)
9. Gli assassini dell'alba (Killers of the Dawn)
10. Il lago delle anime dannate (The Lake of Souls)
11. Il padrone del male (Lord of the Shadows)
12. Figli dell'orrore... Atto finale (Sons of Destiny)

Tutti editi da Mondadori nella collana Superbrividi. I primi tre volumi, in seguito al film, sono stati pubblicati in un unico libro dal titolo Aiuto vampiro, esterno alla collana Superbrividi.

### La Saga di Larten Crepsley (The Saga of Larten Crepsley)
La saga è una serie spin-off della Saga di Darren Shan, inedita in Italia. I libri sono quattro e sono:
1. La nascita di un assassino (Birth of a Killer)
2. Un profondo oceano di sangue (Ocean of Blood)
3. L'alto palazzo dei dannati (Palace of the Damned)
4. Saremo fratelli fino alla morte (Brothers to the Death)

### Demonata (The Demonata)
La serie è inedita in Italia dal settimo libro in poi, in quanto il volume sei ha di per sé un finale, la Mondadori ha deciso di non pubblicare i seguiti, anche se si capisce bene che la serie non termina al sesto libro.
1. Il signore dei demoni (Lord Loss, 2005)
2. Rapito dal demonio (Demon Thief, 2005) - Titolo tradotto: Ladro di demoni
3. Massacro (Slawter, 2006)
4. Sacrificio di sangue (Bec, 2006)
5. La maledizione del licantropo (Blood Beast, 2007) - Titolo tradotto: Sangue di bestia
6. Apocalisse (Demon Apocalypse, 2007) - Titolo tradotto: Apocalisse demoniaca
7. L'ombra della morte, inedito (Death's Shadow, 2007)
8. L'isola dei lupi, inedito (Wolf Island, 2008)
9. Una chiamata dall'oscurità, inedito (Dark Calling, 2009)
10. Gli eroi dell'inferno, inedito (Hell's Heroes, 2009)